# Tetragnatha praedonia
Tetragnatha praedonia är en spindelart som beskrevs av Ludwig Carl Christian Koch 1878. Tetragnatha praedonia ingår i släktet sträckkäkspindlar och familjen käkspindlar. Arten förekommer i Ryssland, Kina, Korea, Taiwan och Japan. Inga underarter finns listade i Catalogue of Life.